# Pludselig alting samtidig
Pludselig alting samtidig er det trettende studiealbum fra den danske rocksanger Michael Falch. Det blev udgivet den 11. november 2016 på Universal Music. Albummet er komponeret i samarbejde med Mahler & Bir, der også har produceret, som er en duo bestående af guitarist Lars Skjærbæk og keyboardspiller Christoffer Møller.

## Baggrund
Michael Falch har nævnt det amerikanske psykedelisk rock-band Tame Impala som inspirationskilde, og han har bevidst valgt at søge væk fra rock 'n' roll-stilen fra tidligere udgivelser. Falch brugte med egne ord "[90erne] på at være rusten", og har med albummet "fundet en indre tvang til at rykke mig og ikke bare blive hængende i en stivnet form". Ifølge Falch handler teksterne på albummet bl.a. om frygt: "Det har jeg altid sunget meget om. Jeg ville gerne virke frygtløs, men jeg tror, at jeg er et meget bange menneske. Jeg tror, at mennesket er et meget bange dyr. Især de hærdebredeste rockere og andre voldelige fundamentalister."

## Singler
"Sigter efter månen" udkom som albummets første single den 16. september 2016. Om sangen har Michael Falch sagt at den er "inspireret af vores natlige drømme" og at der i "nattens fragmenterede stemning dukker også fortidens smerte op og alle de gimmicks, der præger nutiden, står udenfor og larmer". Albummets anden single, "Vogt dig" udkom den 28. oktober 2016. Sangen handler om truslen fra den islamistiske fundamentalisme der bidrager til at fokusere på en ydre fjende, som ifølge Falch er med til "at fjerne det kritiske blik fra os selv. Og det er måske den største fare: At vi ikke aner, at vi selv hver især er den farligste fjende. Og så er der jo ham, der advarer os mod alle farerne og fjenderne, altså i dette tilfælde mig."

## Modtagelse
Albummet fik gode anmeldelser. Ekstra Bladet kvitterede med fire ud af seks stjerner og kaldte albummet for et "nybrud, der alt i alt fremtvinger respekt." Anmelderen roste produktionen for at være et "overraskende abstrakt, atmosfærisk og keyboardbaseret lydbillede". Berlingske gav albummet fire ud af seks stjerner. Anmelderen mente at albummet var musikalsk inspireret af indierock-artister som Arcade Fire og The War on Drugs, og skrev: "Falch er stadig Falch med sin hæse vokal og eftertænksomme tekster, men nu er der også både vitalitet og lyrisk sug i musikken omkring ham." Musikmagasinet GAFFA var ligeledes begejstret for Michael Falchs skifte til den mere melodiske rock, som prægede hans karriere i Malurt, og skrev: "Den vitale lyd er derfor helt trofast mod Michael Falch, der lyder som en mand med overskud i disse flotte sange." Anmelderen gav albummet fem ud af seks stjerner. Fyens Stiftstidende gav Pludselig alting samtidig fem ud af seks stjerner, mens Nordjyske Stiftstidende gav det fire ud af seks stjerner.

## Spor
Alt tekst skrevet af Michael Ehlert Falch. 
| #   | Titel                    | Musik               | Længde |
| --- | ------------------------ | ------------------- | ------ |
| 1.  | "Mod indre uro"          | Falch               | 3:39   |
| 2.  | "Tavs som i en elevator" | Mahler & Bir        | 3:11   |
| 3.  | "Sigter efter månen"     | Falch, Mahler & Bir | 3:36   |
| 4.  | "Vogt dig"               | Falch               | 4:57   |
| 5.  | "Tungespids"             | Mahler & Bir        | 4:20   |
| 6.  | "Clark Kent"             | Falch               | 3:22   |
| 7.  | "Sangene forstummer"     | Mahler & Bir        | 6:51   |
| 8.  | "Klaveret"               | Mahler & Bir        | 4:13   |
| 9.  | "Er det sådan du er?"    | Mahler & Bir        | 3:28   |
| 10. | "Fri for tid & evighed"  | Falch, Mahler & Bir | 5:12   |

## Hitliste
| Hitliste (2016)        | Højeste placering |
| ---------------------- | ----------------- |
| Danmark (Album Top-40) | 2                 |